# ФК Вележ Невесиње
ФК Вележ је фудбалски клуб из Невесиња, Република Српска Босна и Херцеговина. Такмичи се у склопу Прве лиге Републике Српске. Предсједник клуба је Жарко Лакета, а тренер Игор Реметић.

## Успјеси
- Куп Босне и Херцеговине у фудбалу 2020/21 (Осмина финала)
- Куп Републике Српске у фудбалу 2019/20. (Полуфинале)
- Регионална лига Републике Српске у фудбалу — Југ 2012/13. (1. мјесто)
- Регионална лига Републике Српске у фудбалу — Југ 2010/11. (2. мјесто)

## Историја
Први фудбалски клуб у Невесињу је основан у љето 1932. године и назван је ФК Усташ, као асоцијација на невесињске устанике. Клуб је био члан Цетињског ногометног подсавеза и преко њега Српског лоптачког савеза. Није познато да ли је клуб одиграо неку утакмицу.
14. марта 1938. одржана је оснивачка скупштина Југословенског омладинског спортског клуба Невесињац, који је у априлу исте године званично примљен у савез.
16. септембра 1938. одржана је оснивачка скупштина Југословенског спортског клуба Обилић, који је у јануару 1939. постао члан савеза.
Застава оба клуба је била плаво-бијела.
Требало је да ови клубови играју у првом колу Прољећног првенства Цетињског лоптачког подсавеза у априлу 1940. Међутим, због приближавања рата утакмице нису одигране. Рад оба клуба је био прекинут током Другог свјетско рата.
Одмах након ослобођења наставља се организовани спортски живот у Невесињу. Тако је 1945. основано Фискултурно друштво Слога у чијем саставу је егзистирала фудбалска секција, као насљедник пријератних невесињских клубова. У фебруару 1954. Слога мијења име у Спортско друштво Вележ Невесиње и то име остаје до данас.

### Познати бивши играчи
- Драгомир Окука
- Јово Мишељић

- Мирослав Човило